# カンタベリー協会

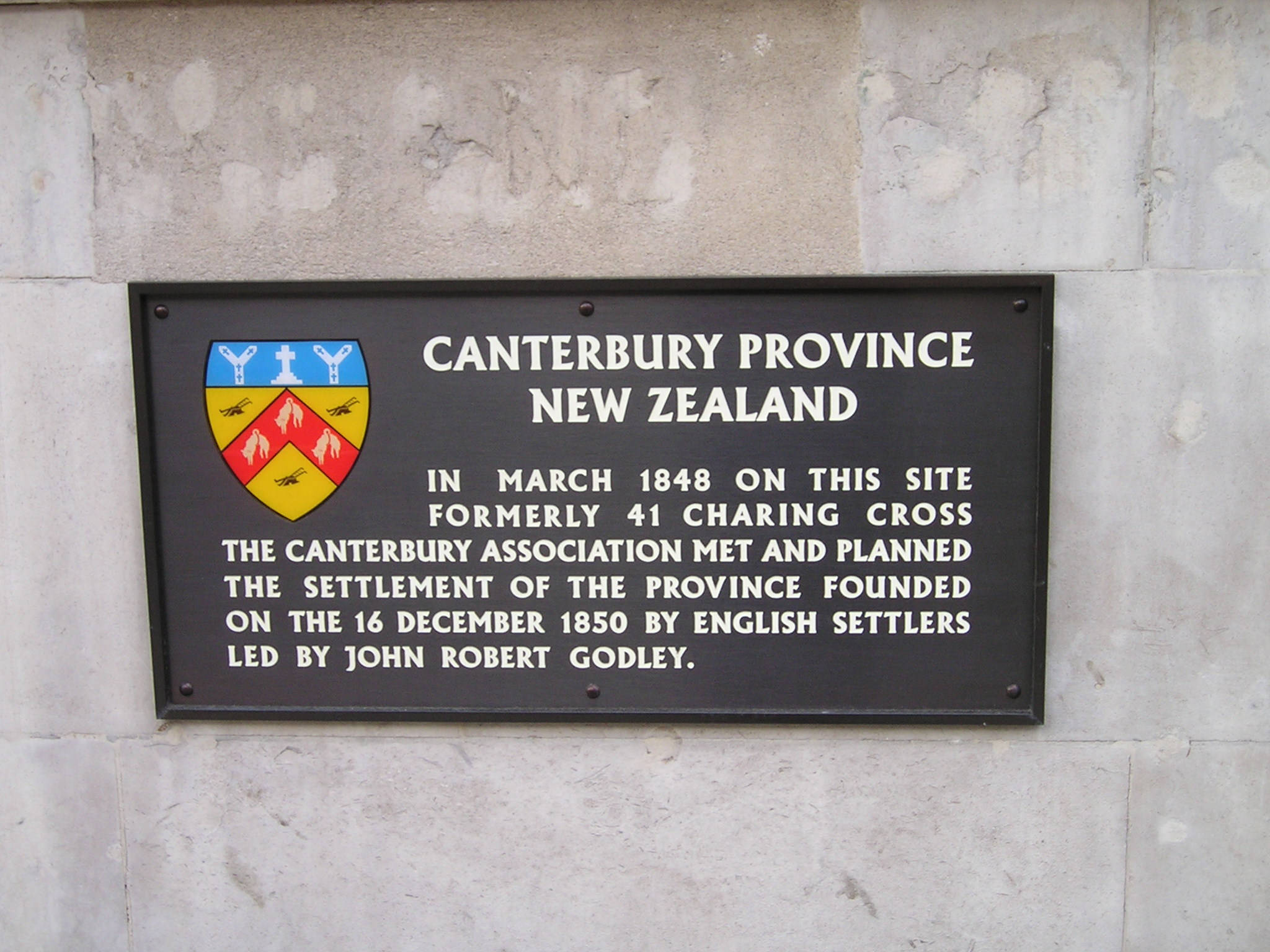
ロンドンのホワイトホール２２番地にある、カンタベリー協会の最初の会合を記念するプレート

カンタベリー協会は、1848年にイングランドで国会議員と貴族、イギリス国教会の聖職者により、ニュージーランドの植民地建設のために設立された団体である。入植地はカンタベリーと呼ばれ、その首都はクライストチャーチと呼ばれる予定であった。組織的な入植は1850年に始まり、植民地が南島に建設された。最初の四つの舟（英語: First Four Ships）はその地域の歴史に深く名を刻む入植者を運んだ。協会は財政的には成功ではなく、創設者と協会は1855年に活動を終えている。